# Axel Springer Auto-Verlag
Die Axel Springer Auto-Verlag GmbH (früher AS Auto Verlag GmbH) ist ein Special-Interest-Verlag für Automobilzeitschriften (sogenannte Motorpresse). Er ist eine 100%ige Tochter der Axel Springer SE. Hauptverlagssitz ist Hamburg. Ein weiterer Sitz war in Schwabach bei Nürnberg.

## Zeitschriftentitel
Zu den Publikationen des Verlags zählen vor allem die Titelfamilien unter den Dachmarken Auto Bild und Auto Test. 
- Auto Bild: wöchentlich, gegründet 1986, verkaufte Auflage: 587.966 Exemplare laut  IVW  III/2010
- Auto Bild Allrad: monatlich, gegründet 1996, verkaufte Auflage: 78.540 Exemplare laut IVW III/2010
- Auto Bild Klassik: monatlich, gegründet 2007, verkaufte Auflage: 139.701 Exemplare laut IVW III/2010
- Auto Bild Motorsport: gegründet 2001, erscheint als Heft-im-Heft in Auto Bild, verkaufte Auflage entsprechend Auto Bild
- Auto Bild Sportscars: monatlich, gegründet 1996, verkaufte Auflage: 71.539 Exemplare laut IVW III/2010
- Auto Test (ehemals Automobil Tests): monatlich, gegründet 1996, verkaufte Auflage: 198.596 Exemplare laut IVW III/2010
- Motor Revue: halbjährlich, gegründet 2012 (Erstausgabe 1/2013 vom 7. Dezember 2012)

Frühere Titel waren außerdem Automarkt, Das Neue Automobil, Geländewagen-Magazin, Vmaxx, Auto Tuning, Opel Club & Trend und BMW & Mercedes Magazin sowie die Online-Neu- und Gebrauchtwagen-Börse Autoeuro.de.